# 並木正男
並木 正男（なみき まさお、1952年6月25日 - ）は、日本の元裁判官。京都地方裁判所所長、大阪高等裁判所部総括判事などを歴任し、大阪地方裁判所所長を最後に定年退官。

## 経歴
- 1952年 神奈川県川崎市出身
- 1971年 神奈川県立多摩高等学校卒業
- 1976年 一橋大学法学部卒業、司法修習生[1]
- 1978年 浦和地方裁判所判事補任官
- 1981年 神戸地方・家庭裁判所姫路支部判事補
- 1984年 横浜地方裁判所判事補
- 1987年 釧路地方・家庭裁判所網走支部判事補
- 1988年 釧路地方・家庭裁判所網走支部判事
- 1989年 大阪地方裁判所判事
- 1999年 山口地方・家庭裁判所下関支部支部長
- 2003年 大阪地方裁判所部総括判事
- 2011年 金沢地方裁判所所長
- 2012年 京都家庭裁判所所長
- 2013年 京都地方裁判所所長
- 2014年 大阪高等裁判所部総括判事
- 2016年 大阪地方裁判所所長
- 2017年 定年退官
- 2018年 神戸簡易裁判所判事

## 担当訴訟
- 下関通り魔殺人事件 - 山口地方裁判所下関支部において、弁護側の精神鑑定結果（妄想性パーソナリティ障害（パラノイア）があり、事件発生当時心神耗弱状態にあったとの鑑定）と検察側の精神鑑定結果（完全責任能力があったとの鑑定）に相違がある中、検察側の主張を全面的に採用し、完全責任能力があるとの判断の下、2002年（平成14年）9月20日、検察側の求刑通り死刑判決を下した。
- 大阪姉妹殺害事件 - 2006年12月、大阪地方裁判所において、検察側の精神鑑定結果（人格障害、性的サディズムであるとし、完全責任能力有りという鑑定）を採用し、検察側の求刑通り死刑判決を下した。判決後には被告人に対して「あなたの中に温かな感情が残っているのなら、それを呼び起こして、遺族の方々の悲嘆、苦痛の万分の一でも感じるようになってほしいと思います。」と説諭した[2] 。

## 著作
- 「アルゼンチン及び北米を巡って」法曹(通号 584) 1999.06
- 「心神喪失者等医療観察法による審判手続について」判例タイムズ.56(8) (通号 1170) 2005.4.1
- 「大阪地方裁判所における「心神喪失等の状態で重大な他害行為を行った者の医療及び観察等に関する法律」(以下「医療観察法」という。)施行後の事件処理状況」判例タイムズ.59(9) (通号 1261) 2008.4.15
- 「強姦致傷罪」大阪刑事実務研究会編著『量刑実務大系 5 (主要犯罪類型の量刑) 』判例タイムズ社, 2013.7